# Aegyptobia pennatulae
Aegyptobia pennatulae är en spindeldjursart som beskrevs av Baker och James P. Tuttle 1987. Aegyptobia pennatulae ingår i släktet Aegyptobia och familjen Tenuipalpidae. Inga underarter finns listade i Catalogue of Life.